# Escut de Bellreguard
L'escut de Bellreguard és un símbol representatiu oficial del municipi valencià de Bellreguard (la Safor). Té el següent blasonament:
| « | Escut quadrilong de punta redona, partit. Al primer quarter, en camp d'atzur, un braç alat d'arcàngel d'or, portant en la mà, del seu color, una espasa d'argent. Al segon, d'or, bou passant de gules terrassat de sinople; bordura de gules, carregada de huit feixos d'or. Al timbre, corona reial oberta, segons la tradició del Regne de València. | » |

## Història

Antic segell de l'Ajuntament de Bellreguard, originari del

L'escut oficial de Bellreguard fou aprovat per Resolució del 1r d'abril de 2019, de la Presidència de la Generalitat Valenciana, publicat en el DOGV núm. 8530, de 16 d'abril (correcció d'errades al DOGV núm. 8532, de 18 d'abril). El projecte havia estat aprovat pel Ple de l'Ajuntament de Bellreguard en 2017, després de dècades d'intents de consensuar un símbol per al municipi.
Al primer quarter es mostra un braç alat portant una espasa, en al·lusió a l'arcàngel Miquel, patró de la localitat i titular de la seua església parroquial. El segon quarter consisteix en les armes dels Borja, senyors de Bellreguard des del 1486.
Anteriorment, s'havia usat un segell del segle xix constituït per una balança, una espasa, una vara d'alcalde i un triangle equilàter. Aquest disseny era genèric i comú a diversos municipis.